# Sami Hyypiä
Sami Hyypiä, finski nogometaš in trener, * 7. oktober 1973, Porvoo, Finska. 
Sami je nekdanji nogometni centralni branilec, dolgoletni član Liverpoola in finske reprezentance. 

## Življenjepis
Hyypiä je svojo nogometno pot začel pri klubu Pallo-Peikot ter KuMu, od koder je leta 1992 odšel Veikkausliigaškemu klubu MyPa. S tem klubom je v letih 1992 in 1995 osvojil finski pokal. Za finsko reprezentanco je prvič nastopil 7. novembra 1992 na tekmi proti Tuniziji.